# 石田の猿尾
石田の猿尾（いしだのさるお）は、岐阜県羽島市下中町石田の木曽川に築かれた堤防で宝暦治水の遺跡のひとつである。

## 解説
木曽川に突き出した2本の石で築かれた堤防で、猿の尾のように細長く伸びている様子から猿尾と呼ばれている。上流側が150間猿尾、下流側が200間猿尾とも呼ばれる。
木曽川の対岸にあった佐屋川へ水を押し流し下流への水量を減らすことを目的とし、宝暦治水によって1754年（宝暦4年）に着工し翌年完成した。工事は材料を木曽七宗（現在の七宗町）から運び、薩摩義士により行われた。

## 現在

### 150間猿尾（上流側）
築堤当時の原型を留めている。昭和時代までは護岸を目的に多数の松が植えられていたが現在は枯れてしまい当時の面影は無い。

### 200間猿尾（下流側）
八神渡船の船着き場として利用されていた。

## 周辺
- 西中野渡船場